# Куденхове-Калерги, Рихард
Граф (до 1919) Рихард Николаус (фон) Куденхове-Калерги (нем. Richard Nikolaus Coudenhove-Kalergi; 16 ноября 1894, Токио, Япония, — 27 июля 1972, Шрунс, Австрия) — австрийский философ, писатель, политик. Один из первых идеологов европейской интеграции, основатель Панъевропейского союза.

## Происхождение
Родился в семье австро-венгерского поверенного в делах в Японии графа Генриха фон Куденхове-Калерги (1859—1906) и японки Мицуко (Мицу) Аоямы, происходившей из семьи крупного торговца. Рихард получил также японское имя Эйдзиро, и в Японии известен как Эйдзиро Аояма (яп. 青山 栄次郎).
По отцовской линии он происходил из брабантского рода Куденхове, якобы пожалованного дворянством за участие в первом крестовом походе. В 1857 году дед Рихарда женился на дочери знаменитой пианистки Марии Калергис (племянница главы российской дипломатии К. В. Нессельроде) и миллионера греческого (критского) происхождения. В начале XX века их сыновья подали прошение о соединении фамилий родителей и с 1903 года стали именоваться Куденхове-Калерги.

## Биография
В 1896 году, когда Рихарду исполнилось полтора года, родители с обоими сыновьями, родившимися в Японии, переехали в Австро-Венгрию и поселились в фамильной усадьбе в городе Побежовице (бывш. Роншперг) в западной Чехии. Отец оставил дипломатическую службу, посвятив себя управлению чешскими поместьями и научно-философским трудам. Рихард получил образование у частных преподавателей, а также (благодаря отцу, владевшему 16 языками) выучил русский и венгерский. Позже он закончил епископскую школу в Бриксене и Терезианскую академию в Вене, а затем изучал философию и историю в Венском университете.
В 1917 году защитил диссертацию на соискание степени доктора философии. В 1920 году получил гражданство Чехословакии.
В 1922 году Куденхове-Калерги основал Панъевропейский союз, ставший первой организацией, ставившей перед собой цель мирного объединения Европы. В число его активистов входили Альберт Эйнштейн, Томас Манн, Зигмунд Фрейд, Аристид Бриан и Конрад Аденауэр. В том же году Куденхове-Калерги стал членом венской масонской ложи «Humanitas», которую вскоре покинул, сохранив, однако, контакты с масонами Центральной Европы, Англии и США.
Чем ближе надвигалась Вторая мировая война, тем меньшее внимание европейские страны уделяли идеям Калерги о пан-Европе будущего. В Германии после прихода нацистов к власти деятельность Панъевропейского союза была запрещена, а все книги Куденхове-Калерги были включены в список книг, подлежащих сожжению.
После аншлюса (1938) Куденхове-Калерги переехал в Чехословакию и Швейцарию, а оттуда во Францию. После капитуляции Франции (1940) через Португалию он иммигрировал в США. С 1942 по 1945 год преподавал историю в Нью-Йоркском университете — сначала как внештатный преподаватель, а с 1944 года в качестве профессора. В США продолжал развивать панъевропейские идеи и сблизился с Отто фон Габсбургом, ставшим активным членом Панъевропейского союза. В 1943 году в Нью-Йорке состоялся Пятый конгресс Панъевропейского союза.
В 1945 году вернулся в Европу. В следующем году (19 сентября) Уинстон Черчилль выступил в Цюрихском университете с речью, в подготовке которой принимал участие Куденхове. В ней декларировалась необходимость создания «Соединенных Штатов Европы» на основе панъевропейской идеи.
В 1947 году с целью объединения европейских парламентариев Куденхове-Калерги основал Европейский парламентский союз (ЕПС). Первоначально ЕПС отвергал все предложения о слиянии с другими организациями, добивавшимися объединения Европы. Лишь в 1952 году он вступил в Европейское движение, и Куденхове-Калерги был избран почетным президентом этого движения. Некоторое время спустя он представил в Совет Европы проект европейского флага, но из-за имевшегося на флаге христианского креста проект был отвергнут. В 1955 году он предложил в качестве нового европейского гимна «Оду к радости», положенную на музыку Бетховена.

### Семья
Его сестра Ида Фредерика Гёррес (1901—1971) известна своей биографией св. Терезы из Лизьё, а племянница Барбара Куденхове-Калерги (род. 1932) стала известной журналисткой.
В 1915 году граф Рихард фон Куденхове-Калерги женился на австрийской актрисе Иде Клаузнер (Роланд; 1881—1951), которая была старше его на 13 лет и воспитывала дочь от первого брака. Через год после её смерти оформил отношения со швейцарской графиней Александрой фон Тиле (1896—1968). Последней женой (с 1969) была еврейка Мела(ни) Гофман (1909—1983), вдова австрийского композитора Ральфа Бенацки.

### Смерть
Рихард Куденхове-Калерги умер 27 июля 1972 года в Шрунсе (Форарльберг). Во всех научных биографиях Куденхове-Калерги утверждается, что смерть наступила от естественных причин, однако его секретарь госпожа Деш писала в своих воспоминаниях, что Куденхове-Калерги покончил с собой. По словам доктора Аниты Цигерхофер-Преттенталер, граф приложил все усилия, чтобы скрыть факт самоубийства, поскольку не хотел «разочаровывать других в великом мифе, которому служил». Похоронен недалеко от Гштада, в Грубене, деревушке в бернском Оберланде, где впервые поселился с семьей еще в 1931 году.

## Личная философия
Аристократ по своему происхождению и элитарист по своим идеям, Куденхове-Калерги идентифицировал себя и сотрудничал с такими политиками, как Энгельберт Дольфус, Курт Шушниг, Отто фон Габсбург, Уинстон Черчилль и Шарль де Голль. 
Его идеальным политическим избирателем был джентльмен, который уважает и защищает дам, человек, придерживающийся честности, справедливой игры, вежливости и рациональных рассуждений. 
Он стремился заменить националистический немецкий идеал расовой общности целью создания этнически неоднородной европейской нации, основанной на общности культуры, нации, гениями которой были «великие европейцы», такие, как Шарль Сен-Пьер, Иммануил Кант, Наполеон I, Джузеппе Мадзини, Виктор Гюго и Фридрих Ницше.

## Отец европейской интеграции
От представлений Куденхове-Калерги, изложенных после окончания Первой мировой войны в манифесте «Пан-Европа» (1923), происходят понятия «европейской идеи», «европейского самосознания» и «европейской идентичности», которые были положены в основу Европейского союза.
В качестве принципов единой Европы Калерги ещё в 1920-е гг. назвал свободу, мир, экономическое процветание и культуру. Объединенная Европа, единая в политическом и экономическом плане, по его мысли, должна была стать экономическим, культурным и политическим противовесом США, России и Восточной Азии, а также способствовать предотвращению новой мировой войны.
Первая мировая война подхлестнула рост национализма; на этом фоне идеи Куденхове-Калерги были весьма примечательны. Он призывал Францию и Германию урегулировать имевшиеся разногласия и сосредоточиться на взаимовыгодном сотрудничестве. Полагал, что инициативу по объединению Европы могли бы взять на себя скандинавские страны, выступая также в роли посредника между конфликтующими европейскими государствами.

## Признание и память
Именно Куденхове была присуждена (18.05.1950) первая премия имени Карла Великого «за деятельность по объединению Европы, ставшую делом всей его жизни». В 1965 г. удостоен датской премии Соннинга. В 1966 году стал лауреатом Европейской премии землячества судетских немцев имени Карла Великого.
В 2002 году Европейский союз учредил памятную медаль Куденхове-Калерги, вручаемую в Мюнстере частным лицам и организациям за укрепление единства Европы.
Именем Куденхове назван один из парков Вены. Также он изображён на австрийской почтовой марке 1994 года.

## Сочинения
- Pan-Europa, 1923.
- Praktischer Idealismus, 1925.
- Kampf um Paneuropa : 3 Bände, 1925—1928.
- Totaler Mensch — Totaler Staat. — Glarus: Paneuropa Verlag, 1937.
- A Crusade for Pan-Europe: autobiography of a man and a movement, 1942.
- Die Europäische Nation, 1953.
- «Жизнь ради Европы» (Ein Leben für Europa), 1966 — книга воспоминаний.
- Weltmacht Europa, 1971.
- Ausgewählte Schriften zu Europa, 2006.

В русском переводе
- Куденхове-Калерги Р. Н. Большевизм и Европа (Сталин и К°) / Пер. с нем. Л. Мейерсона. — Берлин — Рига: Изд. Б. Ламей, 1932.
- Куденхове-Калерги Р. Н. Пан-Европа. — М.: Вита Планетаре, 2006.
- Куденхове-Калерги Р. Н. Аристократия. — Электронное издание, 2018.